# Basile Decortès
Basile Decortès, né le 6 décembre 1921 à Amanlis (Ille-et-Vilaine) et mort le 31 octobre 2011 à L'Hermitage (Ille-et-Vilaine), est un coureur cycliste français. Il est professionnel en 1949 et 1950.

## Palmarès

### Par année
- 1948
  - 2e du Paris-Alençon-Rennes
- 1949
  - 3eb étape du Tour de l'Ouest (contre-la-montre par équipes)
- 1950
  - 2e du Circuit de la vallée de la Loire
- 1952
  - Paris-La Baule
  - 3e du Circuit des Deux Provinces
- 1958
  - 2e du Circuit des Angevines
  - 2e du Grand Prix de Fougères
  - 3e du Circuit des Trois Provinces
  - 3e du Circuit des Deux Provinces
- 1959
  - 2e du Circuit des Deux Provinces
  - 3e du Grand Prix de Fougères
- 1960
  - Grand Prix du Bassin de la Vilaine

### Résultats sur les grands tours

#### Tour de France
1 participation
- 1950 : abandon (11e étape)